# Philotrypesis finitimorum
Philotrypesis finitimorum är en stekelart som beskrevs av Wiebes 1971. Philotrypesis finitimorum ingår i släktet Philotrypesis och familjen fikonsteklar.
Artens utbredningsområde är Sierra Leone. Inga underarter finns listade i Catalogue of Life.